# Le Planquay
Le Planquay è un comune francese di 147 abitanti situato nel dipartimento dell'Eure nella regione della Normandia.

## Società

### Evoluzione demografica
Abitanti censiti